# Mihajlo Ivančević
Mihajlo Ivančević (en serbe : Михајло Иванчевић), né le 7 avril 1999 à Bačka Topola en Serbie, est un footballeur serbe qui évolue au poste de défenseur central à l'Odds BK, en prêt de l'Odense BK.

## Biographie

### En club
Né à Bačka Topola en Serbie, Mihajlo Ivančević est formé par le FK Brodarac (en) et le FK Proleter Novi Sad, avant de rejoindre le Spartak Subotica. C'est avec ce club qu'il entame sa carrière professionnelle, jouant son premier match le 11 août 2019 face au FK Proleter Novi Sad, en championnat. Il entre en toute fin de partie et son équipe l'emporte par un but à zéro.
Le 27 janvier 2022, Mihajlo Ivančević est recruté par le club danois de l'Odense BK, avec lequel il s'engage pour un contrat courant jusqu'en juin 2025,. Il joue son premier match sous ses nouvelles couleurs le 14 mars 2022, contre l'Aalborg BK, en championnat. Il est titularisé et son équipe s'incline par trois buts à deux ce jour-là.
Le 21 mars 2024, Mihajlo Ivančević rejoint l'Odds BK, en Norvège, sous la forme d'un prêt jusqu'au 31 juillet 2024 avec option d'achat,.

### En sélection
Mihajlo Ivančević compte trois sélections avec l'équipe de Serbie des moins de 19 ans en 2018, pour deux titularisations. Il joue son premier match le 6 mars 2018, en entrant en jeu en fin de match contre la Bulgarie (victoire 0-1 de la Serbie).